# Sam Graddy
Samuel Louis („Sam”) Graddy III  (ur. 10 lutego 1964 w Gaffney w stanie Karolina Południowa) – amerykański lekkoatleta sprinter, mistrz  i wicemistrz olimpijski z 1984 z Los Angeles.
W 1983 zajął 2. miejsce (za Leandro Peñalverem z Kuby) w biegu na 100 metrów na igrzyskach panamerykańskich w Caracas, a w sztafecie 4 × 100 metrów wywalczył na tych zawodach złoty medal. W tym samym roku zdobył złoto (w sztafecie 4 × 100 metrów) i brązowy medal (na 100 metrów) podczas uniwersjady w Edmonton. Zdobył mistrzostwo Stanów Zjednoczonych (AAU) w biegu na 100 metrów w 1984, a także w tym samym roku akademickie mistrzostwo USA (NCAA) (jako student University of Tennessee).
Na igrzyskach olimpijskich w 1984 w Los Angeles Graddy zdobył srebrny medal w biegu na 100 metrów przegrywając z Carlem Lewisem. Był również członkiem amerykańskiej sztafety 4 × 100 metrów, gdzie biegł na 1. zmianie, która zdobyła złoty medal, w finale poprawiając rekord świata czasem 37,83 s (biegła w składzie: Sam Graddy, Ron Brown, Calvin Smith i Carl Lewis). Na pierwszych (nieoficjalnych) halowych mistrzostwach świata w 1985 w Paryżu zdobył srebrny medal w biegu na 60 metrów, przegrywając z Benem Johnsonem z Kanady, a wyprzedzając Ronalda Desruellesa z Belgii.
Później Graddy został zawodnikiem futbolu amerykańskiego. Grał jako wide receiver. Występował w zespołach Denver Broncos (1987-1988) oraz Los Angeles Raiders (1989-1992).

## Rekordy życiowe
- bieg na 100 metrów – 10,09 s (1984)
- bieg na 55 metrów (hala) – 6,03 (1986)